# Liste deutscher Rockproduzenten
Diese Liste deutscher Musikproduzenten zählt deutsche Musikproduzenten aus dem Bereich der Rockmusik auf, die mindestens ein Album einer deutschen Band produzierten, das es in die Top Ten der Charts eines Staates schaffte.
Zur Ergänzung dienen die Liste deutscher Rockmusiker und die Liste deutscher Rockbands.
In der Spalte „Position“ wird die höchste Chartposition eingetragen, die der Produzent mit dem Album einer deutschen Band erreicht hat.

## B
| Name               | Band(s)                                                                                      | Genre(s)         | Label(s)      | Position | Herkunft  |
| ------------------ | -------------------------------------------------------------------------------------------- | ---------------- | ------------- | -------- | --------- |
| Charlie Bauerfeind | Helloween                                                                                    | Speed Metal      |               | 4        | Erlangen  |
| Hannes Braun       | Versengold, Kissin Dynamite, Santiano, Powerwolf, Beyond the Black, Hämatom, Russkaja, u.v.m | Rock, Pop, Metal | Südland Music |          | Betzingen |

## D
| Name          | Band(s)   | Genre(s)  | Label(s) | Position | Herkunft |
| ------------- | --------- | --------- | -------- | -------- | -------- |
| Dieter Dierks | Scorpions | Hard Rock | EMI      | 4        | Stommeln |

## C
| Name        | Band(s)         | Genre(s)   | Label(s)                                | Position | Herkunft |
| ----------- | --------------- | ---------- | --------------------------------------- | -------- | -------- |
| Jon Caffery | Die Toten Hosen | Punk, Rock | Virgin Records, JKP, Warner Music Group | 1        | Dorset   |

## G
| Name               | Band(s)            | Genre(s)  | Label(s)                   | Position | Herkunft  |
| ------------------ | ------------------ | --------- | -------------------------- | -------- | --------- |
| Der Graf           | Unheilig           | Rock, Pop | Vertigo Records, Universal | 1        | Aachen    |
| Herbert Grönemeyer | Herbert Grönemeyer | Rock      | Grönland Records           | 1        | Göttingen |

## H
| Name           | Band(s)                         | Genre(s)                         | Label(s)                                                                   | Position | Herkunft    |
| -------------- | ------------------------------- | -------------------------------- | -------------------------------------------------------------------------- | -------- | ----------- |
| Peter Hoffmann | Tokio Hotel                     | Pop-Rock                         | Universal Music Group                                                      | 1        | Duisburg    |
| Uwe Hoffmann   | Die Ärzte, Sportfreunde Stiller | Punk, Deutschrock, Hardcore Punk | Columbia Records, Metronome Records, Hot Action Records, Universal Records | 1        | Berlin      |
| Philipp Hoppen | Kraftklub                       | Indie-Rock, Rap                  | Universal Records                                                          | 1        | Deutschland |

## J
| Name       | Band(s)     | Genre(s)       | Label(s)              | Position | Herkunft |
| ---------- | ----------- | -------------- | --------------------- | -------- | -------- |
| David Jost | Tokio Hotel | Rock, Pop-Rock | Universal Music Group | 1        | Hamburg  |

## K
| Name        | Band(s)         | Genre(s)   | Label(s)                | Position | Herkunft    |
| ----------- | --------------- | ---------- | ----------------------- | -------- | ----------- |
| Tobias Kuhn | Die Toten Hosen | Punk, Rock | JKP, Warner Music Group | 1        | Deutschland |

## M
| Name          | Band(s)                                                                                | Genre(s)                                     | Label(s)                     | Position | Herkunft    |
| ------------- | -------------------------------------------------------------------------------------- | -------------------------------------------- | ---------------------------- | -------- | ----------- |
| Reinhold Mack | BAP, Queen, Black Sabbath                                                              | Kölsch-Rock, Rock, Metal                     | EMI                          | 1        | Deutschland |
| Simon Michael | Bodenski, Feuerschwanz, Letzte Instanz, Maerzfeld, Oomph!, Silverlane, Subway to Sally | Folk Metal, Neue Deutsche Härte, Power Metal | Airforce1, StS Entertainment | 3        | Heidelberg  |

## P
| Name         | Band(s)                   | Genre(s)                     | Label(s)                              | Position | Herkunft                |
| ------------ | ------------------------- | ---------------------------- | ------------------------------------- | -------- | ----------------------- |
| Sascha Paeth | Avantasia                 | Power Metal, Symphonic Metal | Nuclear Blast                         | 2        | Wolfsburg               |
| Noel Pix     | Eisbrecher                | Neue Deutsche Härte          | AFM Records                           | 2        | München                 |
| Hoss Power   | The BossHoss, Ivy Quainoo | Country, Rock                | Universal Music Group, Island Records | 1        | Heidenheim an der Brenz |

## R
| Name                  | Band(s)                   | Genre(s)         | Label(s)         | Position | Herkunft         |
| --------------------- | ------------------------- | ---------------- | ---------------- | -------- | ---------------- |
| Carol von Rautenkranz | Tocotronic                | Hamburger Schule | L’age d’or       | 7        | Deutschland      |
| Stan Regal            | Die Ärzte, Agitation Free | Punk             | Columbia Records | 5        | Tschechoslowakei |

## S
| Name                 | Band(s)                               | Genre(s)                                 | Label(s)                                   | Position | Herkunft    |
| -------------------- | ------------------------------------- | ---------------------------------------- | ------------------------------------------ | -------- | ----------- |
| Tobias Sammet        | Avantasia                             | Power Metal, Symphonic Metal             | Nuclear Blast                              | 2        | Fulda       |
| Moses Schneider      | Beatsteaks                            | Alternative Rock                         | Warner Music Group                         | 1        | Berlin      |
| Markus Schlichtherle | Callejon                              | Metal, Metalcore                         | Four Music                                 | 5        | Deutschland |
| Vincent Sorg         | Die Toten Hosen, In Extremo           | Punk, Rock, Mittelalter-Rock             | JKP, Warner Music Group, Universal Records | 1        | Deutschland |
| Roland Spremberg     | Unheilig                              | Rock, Pop                                | Vertigo Records, Universal                 | 1        | Deutschland |
| Wolfgang Stach       | BAP, Guano Apes, Jupiter Jones, Sodom | Kölsch-Rock, Alternative Rock, Crossover |                                            | 1        | Ammern      |
| Hans Steingen        | Die Toten Hosen                       | Punk, Rock                               | JKP, Warner Music Group                    | 1        | Ratingen    |

## U
| Name         | Band(s)                             | Genre(s)        | Label(s)                                                         | Position | Herkunft |
| ------------ | ----------------------------------- | --------------- | ---------------------------------------------------------------- | -------- | -------- |
| Farin Urlaub | Die Ärzte, Farin Urlaub Racing Team | Punk, Rock, Pop | Hot Action Records, Völker hört die Tonträger, Universal Records | 1        | Berlin   |

## V
| Name           | Band(s) | Genre(s)                  | Label(s)        | Position | Herkunft |
| -------------- | ------- | ------------------------- | --------------- | -------- | -------- |
| Klaus Voormann | Trio    | Rock, Neue Deutsche Welle | Mercury Records | 3        | Berlin   |

## W
| Name            | Band(s)           | Genre(s)                 | Label(s)                                                                | Position | Herkunft |
| --------------- | ----------------- | ------------------------ | ----------------------------------------------------------------------- | -------- | -------- |
| Stephan Weidner | Böhse Onkelz      | Hard Rock, Deutschrock   | Bellaphon Records, Onkel Productions, Virgin Records, Rule23 Recordings | 1        | Alsfeld  |
| Anne de Wolff   | BAP, Revolverheld | Kölsch-Rock, Deutschrock | Vertigo Records                                                         | 3        | Dresden  |